# Чёрное золото (фильм)
«Чёрное золото» (англ. Black Gold) — приключенческий фильм режиссёра Жан-Жака Анно производства Франции, Италии и Катара, экранизация романа Ханса Рюша «La soif noire» (Чёрная жажда). В главных ролях Тахар Рахим, Марк Стронг, Антонио Бандерас и Фрида Пинто. Премьера состоялась на Кинофестивале Трайбека-Доха 25 октября 2011 года. В России фильм вышел в прокат 12 января 2012 года.

## Сюжет
Начало 30-х годов XX века, территория Аравийского полуострова. Местные племена ведут бесконечные войны за плодородные территории, из-за чего уровень жизни населения постоянно снижается. Никто даже не подозревает, что на пороге отчаяния страна третьего мира станет одним из богатейших государств на земном шаре. Но объединение столь разрозненных земель в развитое государство выглядит утопией даже для человека, которому суждено это сделать.
А начинается всё с  истории борьбы двух не существовавших в реальности княжеств — Салмааха и Хобейки (аналоги Неджда и Хиджаза) — которые объединяются под эгидой молодого наследника одного из эмиров, принца Ауды (очевидная отсылка к Саудитам). Никто не ожидал, что молодой принц, проводящий все время в библиотеке, сможет возглавить войско,  завоевать авторитет, найти союзников, объединить разрозненные племена и привести их к победе. 
Объединение страны происходит при поддержке американских добывающих корпораций, помогающих осваивать богатые нефтяные месторождения. 
Персонаж принца Ауды во многом основан на образе первого короля Саудовской Аравии Абдул-Азиза. 

## Критика
Фильм получил разгромную критику и полностью провалился в прокате. На сайте Rotten Tomatoes рейтинг фильма, основанный на двадцати семи рецензиях критиков, составляет 11 %, со средней оценкой 3,9 из 10 (наихудшей для всех работ Жана-Жака Анно). В ряде релизов название фильма изменено на «Day of the Falcon» — «День сокола».

## В ролях
- Тахар Рахим — принц Ауда
- Марк Стронг — султан Амар
- Антонио Бандерас — эмир Несиб
- Фрида Пинто — принцесса Лейла
- Риз Ахмед — Али
- Джамал Авар
- Лотфи Дзири — шейх из Бани Сирри
- Эрик Эбуане — Хассан Дахиль
- Мостафа Гаафар — Хоз Ахмед
- Акин Гази — Салих
- Зиад Гаауи — теолог
- Кори Джонсон — Таркеттл
- Лия Кебеде — Аиша
- Дрисс Рухе — Магруф
- Жан Уддин — ибн Идрисс
- Абдельмаджид Лахаль

## Съёмки
Съёмки фильма проходили в Тунисе и Катаре.